# Houseguest
Houseguest (conocida en Hispanoamérica como El invitado) es una película de 1995 dirigida por Randall Miller y protagonizada por Sinbad y Phil Hartman.

## Argumento
Kevin Franklin (Sinbad) es un estafador cuya boca es más grande que él, pero no le ayuda mucho cuando está con la mafia por 50.000 dólares. Tratando de evitar un jefe adicto a los juegos de azar, y sus dos secuaces, Kevin se hace pasar por un amigo de la infancia con Gary Young (Phil Hartman), un padre adicto al trabajo cuya propia vida está en crisis en un afluente suburbio de Nueva York.

## Reparto
| Actor             | Personaje                      |
| ----------------- | ------------------------------ |
| Sinbad            | Kevin Franklin                 |
| Phil Hartman      | Gary Young                     |
| Kim Greist        | Emily Young                    |
| Chauncey Leopardi | Jason Young                    |
| Talia Seider      | Sarah Young                    |
| Kim Murphy        | Brooke Young                   |
| Paul Ben-Victor   | Pauly Gasperini                |
| Tony Longo        | Joey Gasperini                 |
| Jeffrey Jones     | Ron Timmerman                  |
| Stan Shaw         | Larry (el artista del tatuaje) |
| Ron Glass         | Dr. Derek Bono                 |
| Kevin Jordan      | Steve ST-3                     |
| Mason Adams       | Sr. Pike                       |
| Patricia Fraser   | Nancy Pike                     |
| Don Brockett      | Happy Marcelli                 |
| Marilyn Eastman   | Mujer de la sociedad           |